# AlgoTaurus
Az AlgoTaurus egy kezdőknek szánt programozást oktató játék. Az AlgoTaurus egy mini-nyelvre épülő mikro-világ programozási környezet, ahol egy néhány utasítást tartalmazó nyelv segítségével kell megírni egy robot programját, hogy kitaláljon a minden alkalommal véletlenszerűen generált labirintusból.